# Discocactus zehntneri

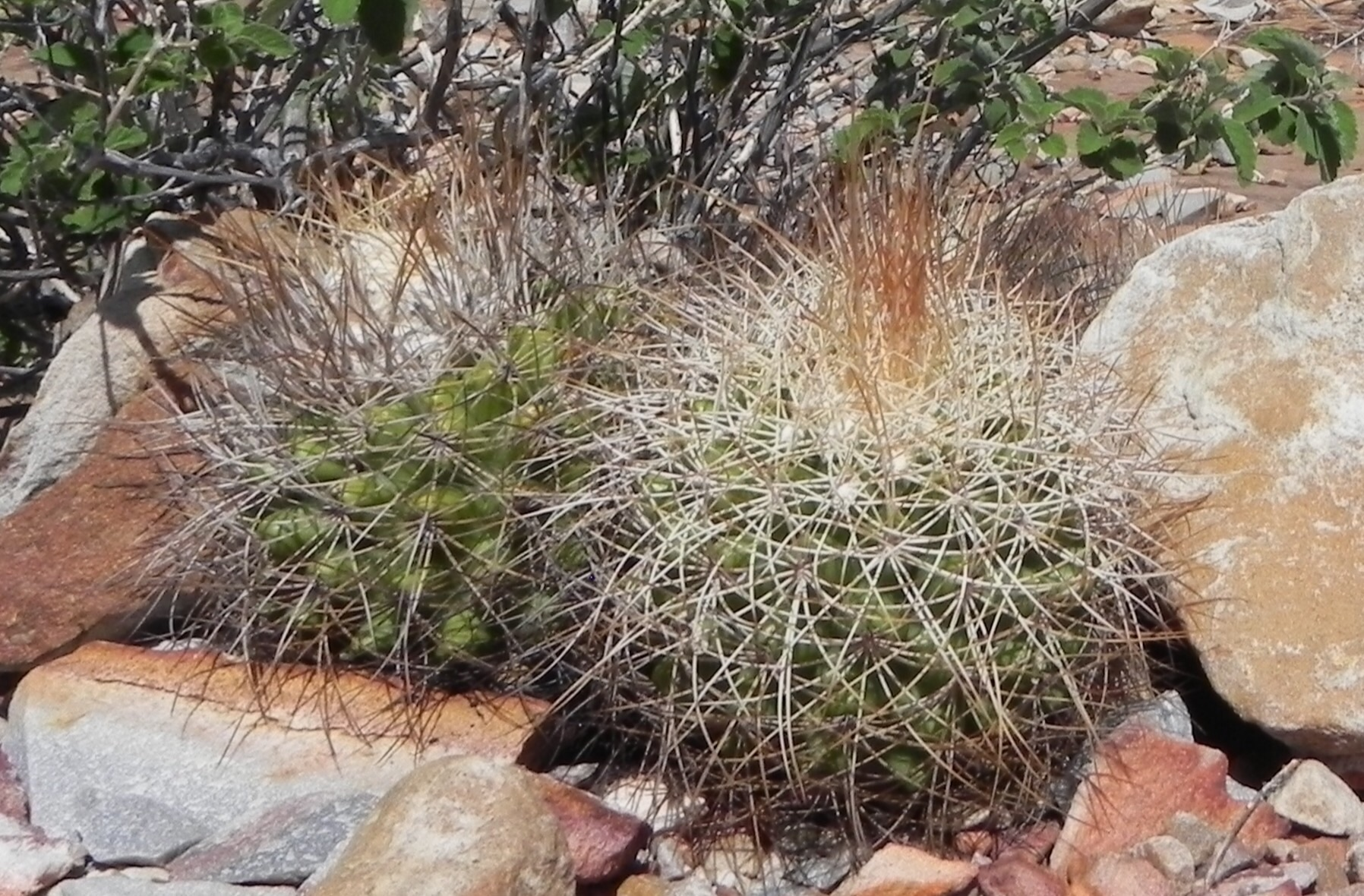
Discocactus zehntneri subsp. boomianus

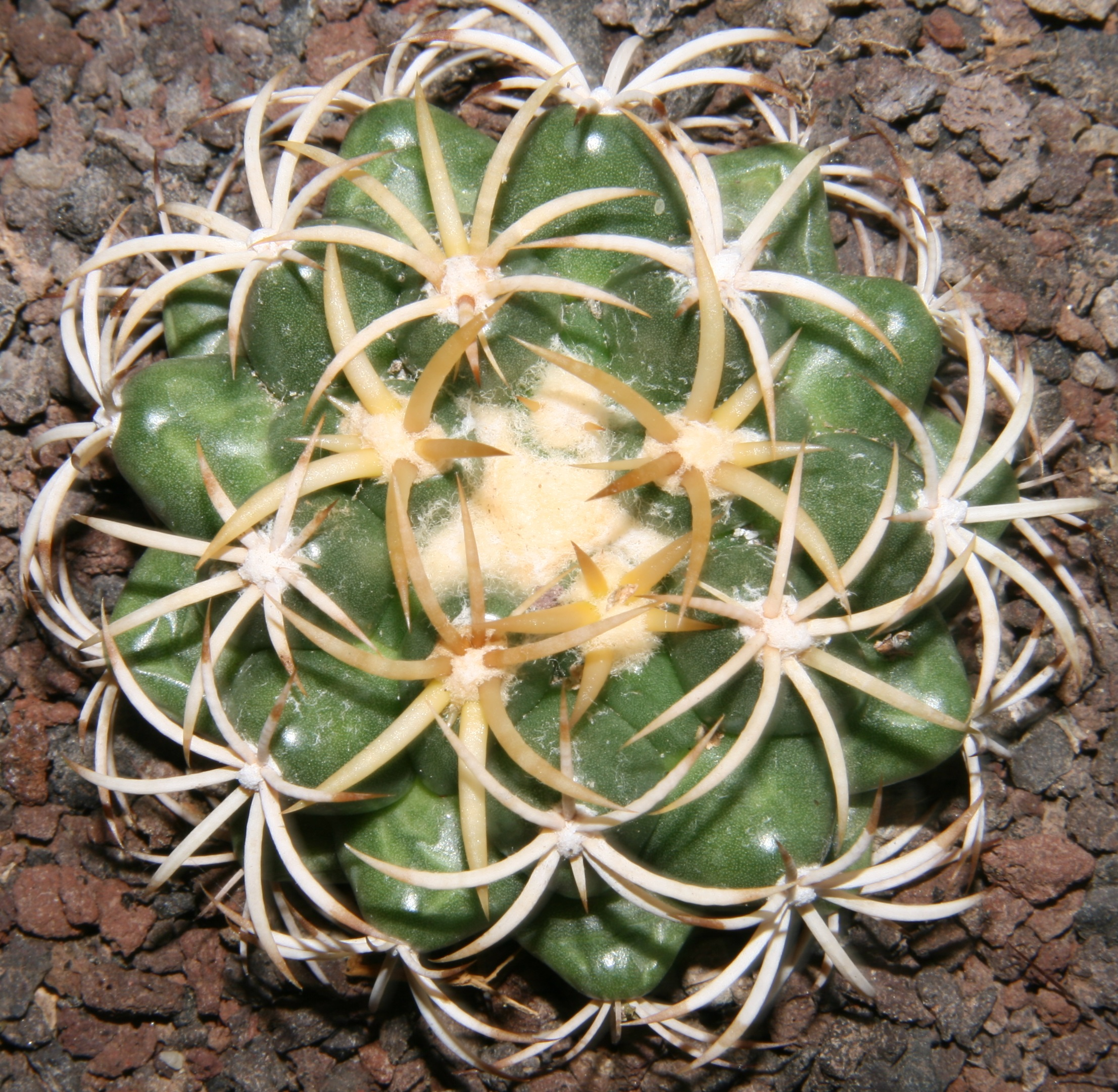
Discocactus zehntneri subsp. petr-halfari

Discocactus zehntneri ist eine Pflanzenart aus der Gattung Discocactus in der Familie der Kakteengewächse (Cactaceae). Das Artepitheton zehntneri ehrt den Schweizer Biologen Leo Zehntner.

## Beschreibung
Discocactus zehntneri wächst einzeln, mit trübgrünen, kugelförmigen bis abgeflacht kugelförmigen Körpern, die Wuchshöhen von bis zu 7 Zentimetern und Durchmesser von bis 10 Zentimetern erreichen. Die 12 bis 20 Rippen sind leicht gehöckert und bis 10 Millimeter hoch. Die Areolen sind etwas in die Rippen eingesenkt. Die kräftigen, weißen bis gelblichen Dornen sind an ihrer Spitze dunkler und werden hellbraun bis weißlich. Sie sind abwärts gebogen und so dicht ineinander verwoben, dass sie den Pflanzenkörper verdecken. Ein Mitteldorn ist nicht vorhanden. Die etwa 11 kammförmig angeordneten Randdornen sind bis zu 4,2 Zentimeter lang. Das aus cremefarbener bis weißer Wolle und gelben bis bräunlichen, bis zu 2 Zentimeter langen Borsten gebildete Cephalium wird bis 1 Zentimeter hoch und erreicht einen Durchmesser von 3,5 Zentimetern.
Die schlank trichterförmigen Blüten sind bis zu 9 Zentimeter lang. Die keulenförmigen Früchte sind rot und haben eine Länge von bis zu 2,5 Zentimetern.

## Verbreitung, Systematik und Gefährdung
Discocactus zehntneri ist im Norden des brasilianischen Bundesstaates Bahia in Höhenlagen von 400 bis 1100 Metern verbreitet.
Die Erstbeschreibung erfolgte 1922 durch Nathaniel Lord Britton und Joseph Nelson Rose. Ein nomenklatorisches Synonym ist Echinocactus zehntneri (Britton & Rose) Luetzelb. (1926).
Es werden die folgenden Unterarten unterschieden:
- Discocactus zehntneri subsp. zehntneri
- Discocactus zehntneri subsp. boomianus (Buining & Brederoo) N.P.Taylor & Zappi
- Discocactus zehntneri subsp. petr-halfarii (Zachar) M.R.Santos & M.C.Machado

Discocactus zehntneri wird in Anhang I des Washingtoner Artenschutz-Übereinkommen geführt. In der Roten Liste gefährdeter Arten der IUCN wird sie als „Near Threatened (NT)“, d. h. gering gefährdet eingestuft. Im Jahr 2002 wurde die Unterart Discocactus zehntneri subsp. boomianus als gefährdet (Vulnerable (VU)) geführt. Über die Bedrohung von Discocactus zehntneri subsp. zehntneri lagen 2002 nur unzureichende Daten vor. Bei der Aktualisierung 2010 wurde die Unterarten nicht neu bewertet und aus der roten Liste entfernt.

## Nachweise